# 堕落 (加缪)
《堕落》（法語：La Chute）是法国作家阿尔贝·加缪的一部哲学小说，出版于1956年。这是他最后一部完整的小说作品。
故事设定在荷蘭阿姆斯特丹的墨西哥城酒吧，内容是主人公克拉芒斯一系列自我忏悔的戏剧独白诗。他是法國巴黎一位成功的辩护律师，深受同行的尊重，他的危机是，感到从風雅雍容恩典中堕落，如同在伊甸园人的堕落。存在主义哲学家让-保罗·萨特在悼念阿尔伯特·加缪时，称该书也许是加缪作品中最美、也是最不被理解的。

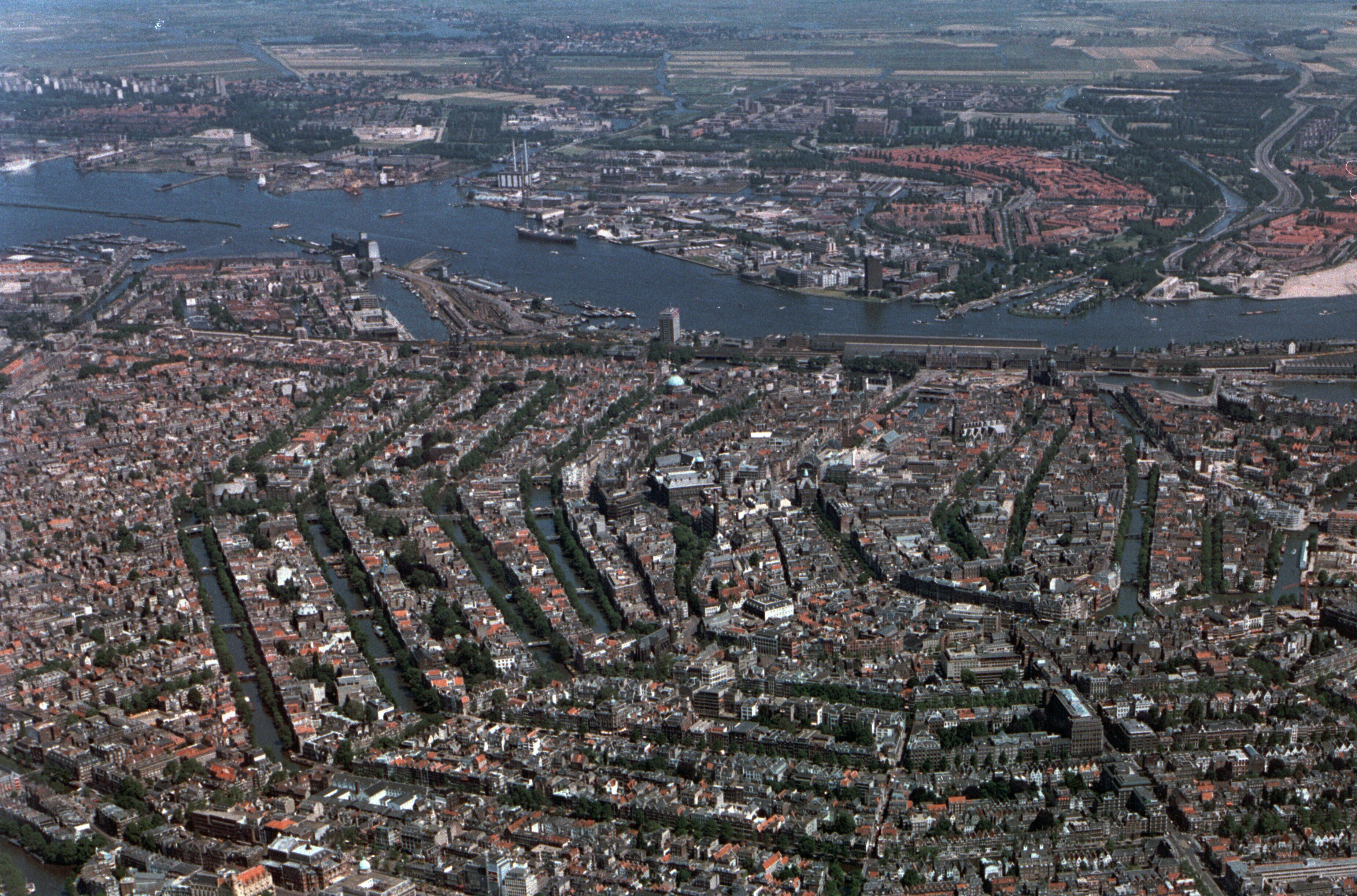
阿姆斯特丹

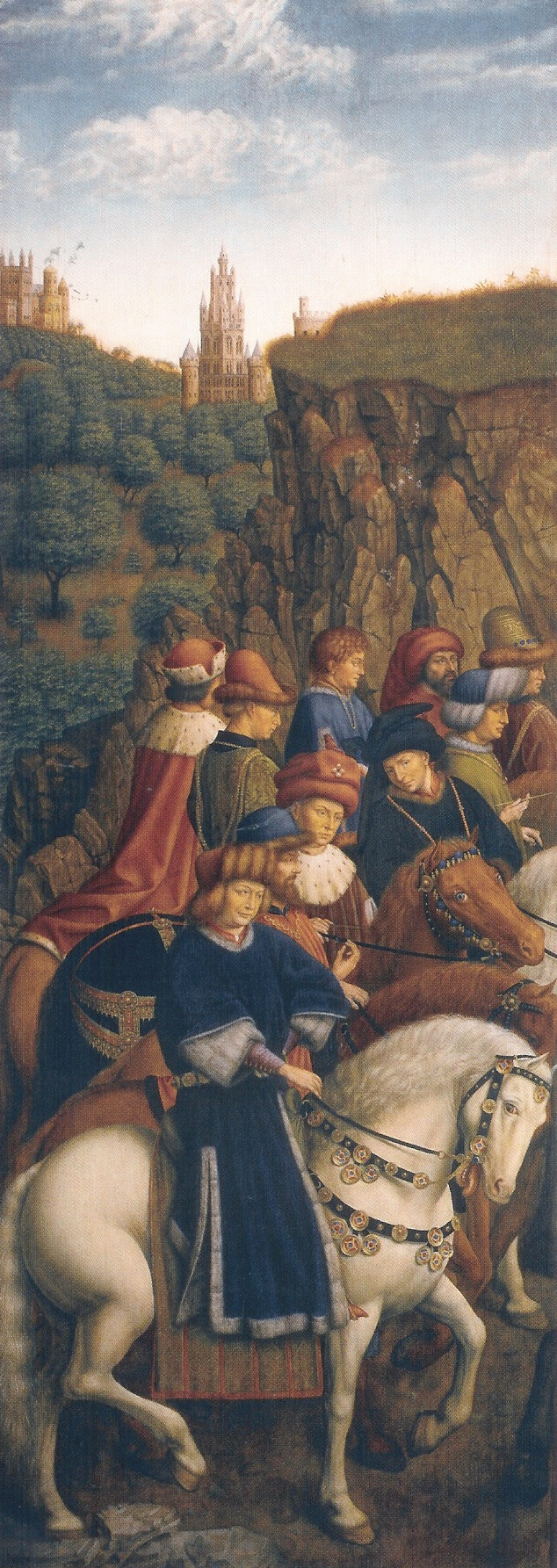

## 设定
故事舞台阿姆斯特丹是低于海平面的城市，这对于叙述者具有特殊意义。此外，阿姆斯特丹在《堕落》中被描述为一个寒冷潮湿的地方，厚厚的浓雾，笼罩在霓虹灯闪烁、拥挤的街道上。除了氛围之外，加缪选择这个城市的原因颇为奇特：
|  | 你注意到阿姆斯特丹的同心运河就像地狱的圆圈吗？当然，中产阶级的地狱，人们都做着恶梦。当一个人从外面来，逐渐穿过这些圆圈，生命—及其罪恶 — 也变得更密集、更黑暗。在这里，我们是在最后一圈。 |

“地狱的最后一圈”就在阿姆斯特丹的德瓦伦红灯区，和墨西哥城酒吧，克拉芒斯每晚都来光顾，他的叙述也在此逐渐展开。在1950年代，阿姆斯特丹善德街（Zeedijk）附近的的Warmoesstraat 91号确实存在过一家墨西哥城酒吧。加缪曾在1954年10月去过那一带，一个荷兰熟人曾带他去阿姆斯特丹的隐秘地点旅游。因此，这个背景的寓意是，克拉芒斯从巴黎上层社会，堕落到黑暗、沉闷的阿姆斯特丹，饱受折磨的灵魂漫无目的地游荡。事实上，评论家们已经详细探讨了克拉芒斯的堕落与但丁的《神曲》中地狱的相似之处。
这个故事背景是在第二次世界大战和犹太人大屠杀。克拉芒斯告诉我们，他住的地方离墨西哥城酒吧很近，那里原来是犹太区，“直到我们的希特勒兄弟把它隔离起来。”. ... 我就住在有史以来最大的犯罪地点。酒吧的名字也让人想起阿兹特克文明遭到破坏，其首都的废墟已被现代墨西哥城所取代。